# Janine Pommy Vega
Janine Pommy Vega (5. února 1942 – 23. prosince 2010) byla americká básnířka.
Narodila se v Jersey City a vyrůstala v Union City. V šestnácti se – inspirována Kerouacovým románem Na cestě – usadila na Manhattanu, kde pracovala mj. jako servírka v Café Bizarre. Poté, co se provdala za poruánského malíře Fernanda Vegu, žila nějaký čas v Evropě. Když Vega v roce 1965 zemřel na předávkování heroinem, vrátila se do New Yorku a poté se usadila v Kalifornii. V roce 1968 publikovala svou první sbírku básní Poems to Fernando, která byla 22. svazkem kapesní edice Ferlinghettiho nakladatelství City Lights.
V sedmdesátých letech strávila dva roky poustevničením na ostrově Isla del Sol na jihoamerickém jezeře Titicaca. Z tohoto období vzešly knihy Journal of a Hermit (1974) a Morning Passage (1976). Později vydala řadu dalších knih, včetně sbírky cestopisných textů Tracking the Serpent (1997) o návštěvách Himálaje, And, Amazonie a dalších míst. V posledních letech života žila s básníkem Andym Clausenem v osadě Willow ve státě New York, kde v roce 2010 věku 68 let zemřela na infarkt.